# Årø
Årø (Aarö) – niewielka duńska wyspa w Małym Bełcie. Jej długość wynosi 4 km, szerokość 3 km a powierzchnia całkowita wynosi 5,66 km². Cieśnina Årø oddziela wyspę od Półwyspu Jutlandzkiego.

## Historia
Do 1864 należała do Danii; przyłączona do Prus wbrew postanowieniom traktatu praskiego w 1864. W 1920 w wyniku plebiscytu odzyskana przez Danię.

## Demografia
Około roku 1925 liczyła 13,0 tys. mieszkańców. Jedyną wówczas miejscowością było osiedle rybackie Årø By, posiadające komunikację parowcem z Haderslev. W styczniu 2017 r. zamieszkiwało ją zaledwie 154 osoby, gęstość zaludnienia wynosiła 27,2 osób/km².